# Permoníkova naučná stezka
Permoníkova naučná stezka je okružní značená naučná stezka v městských obvodech Michálkovice a Slezská Ostrava statutárního města Ostrava v nížině Ostravská pánev v Moravskoslezském kraji a v Horním Slezsku.

## Popis stezky
Permoníkova naučná stezka má 8 zastavení s informačními panely seznamuje s bohatou historií, přírodou a zajimavostmi Michálkovic. Byla postavena v roce 2018. Okruh stezky má délku 4,2 km a začíná a končí u památkově chráněného Dolu Michal. Dále vede pod železničním viaduktem, vesnickou zástavbou, kolem rybníka, dřevěného kříže, po lesní silnici, k areálu bývalého koupaliště Eldorádo, k rozcestníku Koliba Salajka - hostinec. Trasa pak pokračuje dále pod železničním viaduktem lesem, avšak poředtím lze udělat krátkou odbočku k romantickému rybníku, Z lesů se pak vchází opět do vesnické zástavby, kolem kamenného kříže až na Michalské náměstí, kde je k vidění pravoslavná kaple Chrám Narození přesvaté Bohorodice, poddolovaný a ocelovými pláty zpevněný katolický Kostel Nanebevzetí Panny Marie a Církvi československé husitské patřící Husův sbor v Ostravě-Michálkovicích, u kterého se také nachází Židovský hřbitov v Michálkovicích. Trasa pak pokračuje parkem kolem výrazné sochy - Památník Petra Cingra zpátky k Dolu Michal.

## Galerie

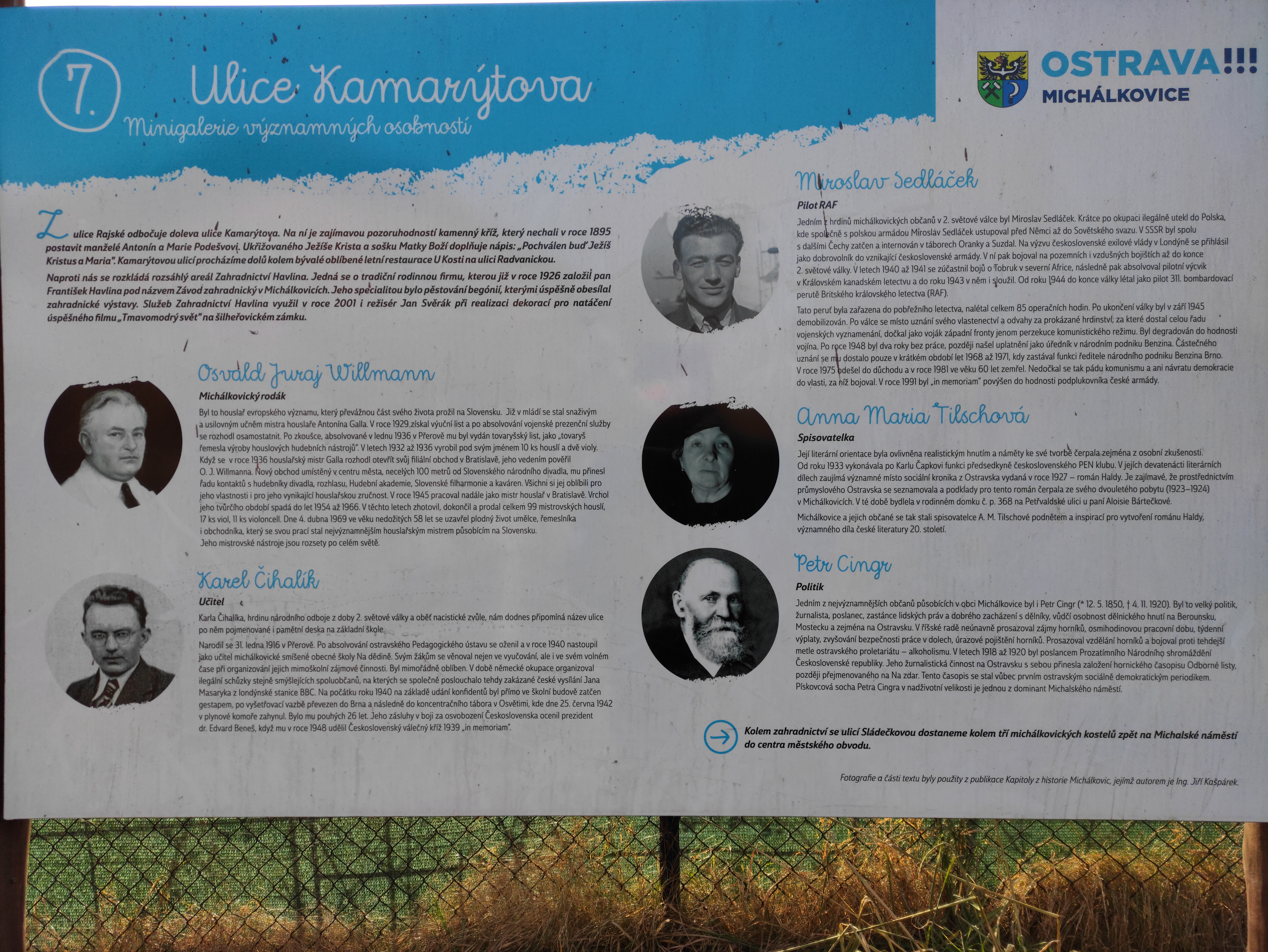
Zastavení č. 7
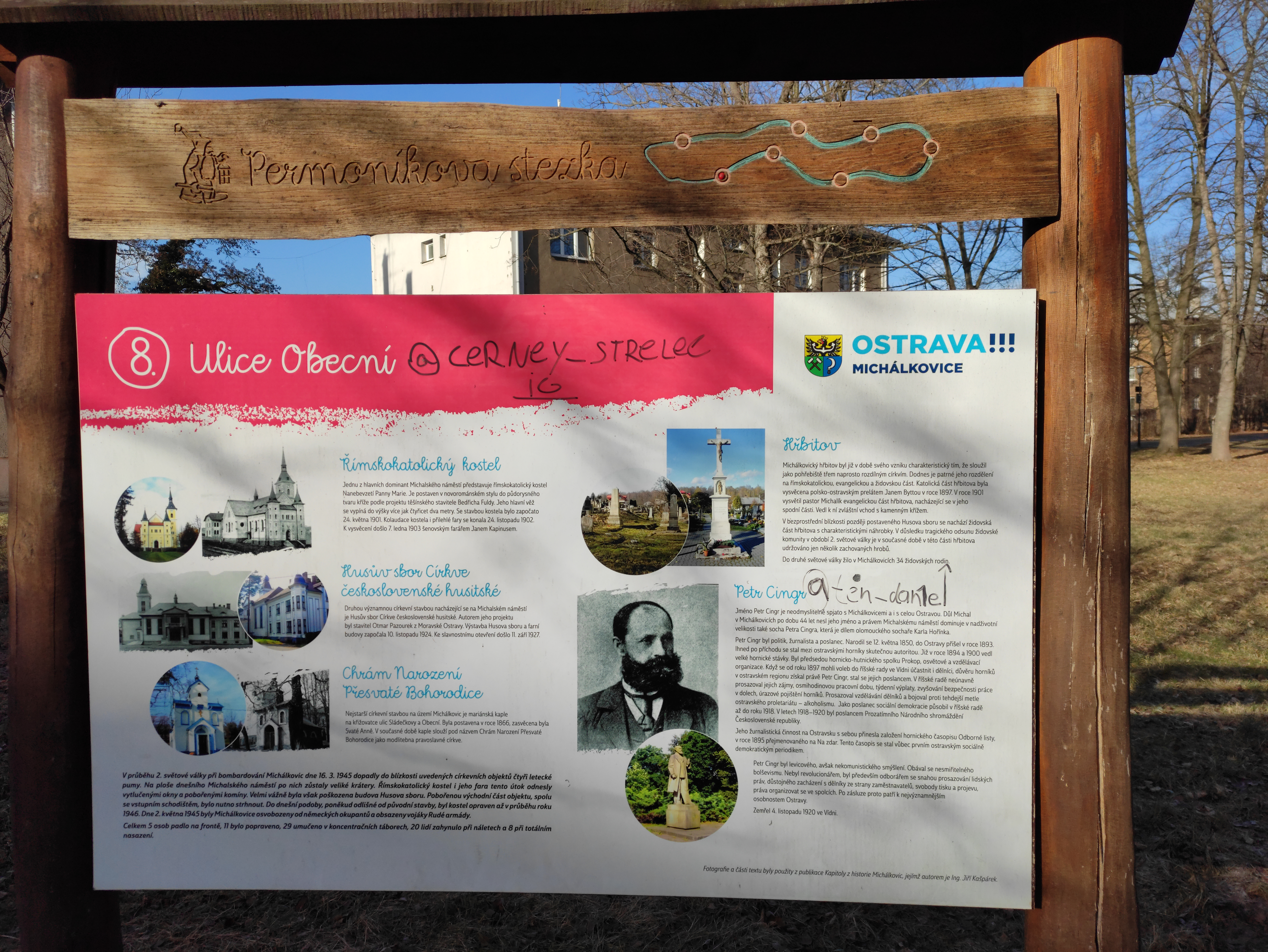
Zastavení č. 8
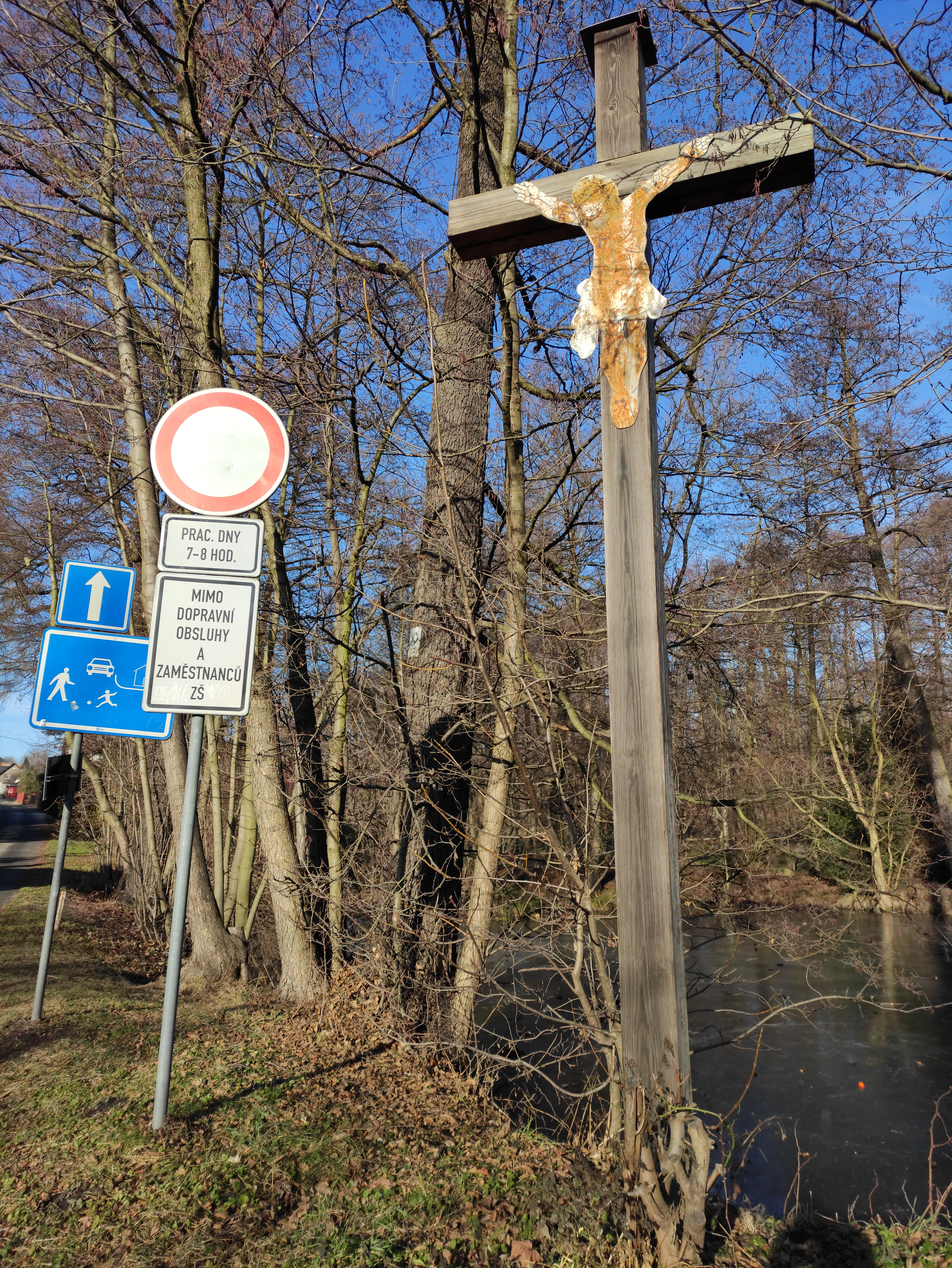
Kříž u stezky
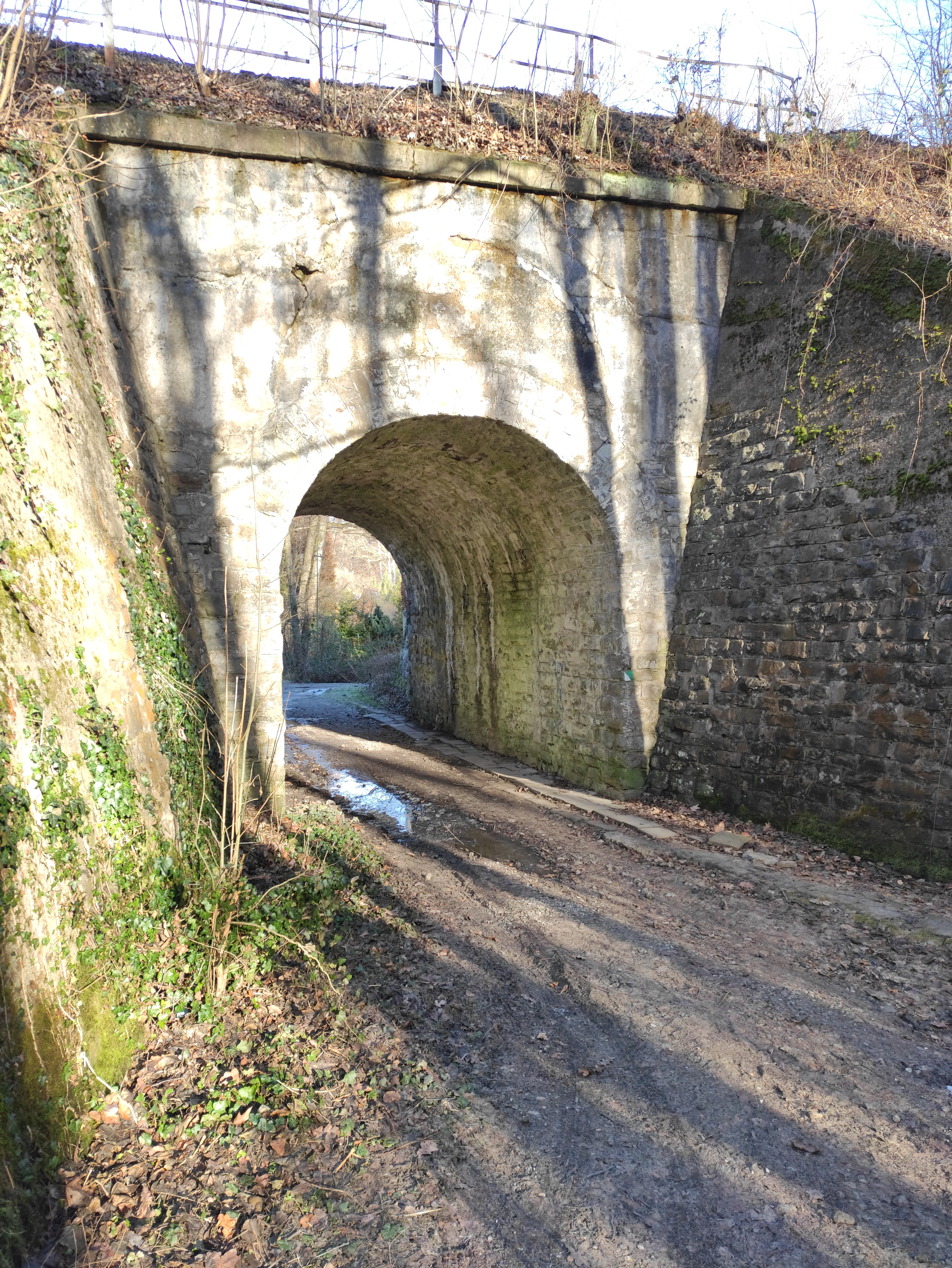
Podjezd pod železnicí
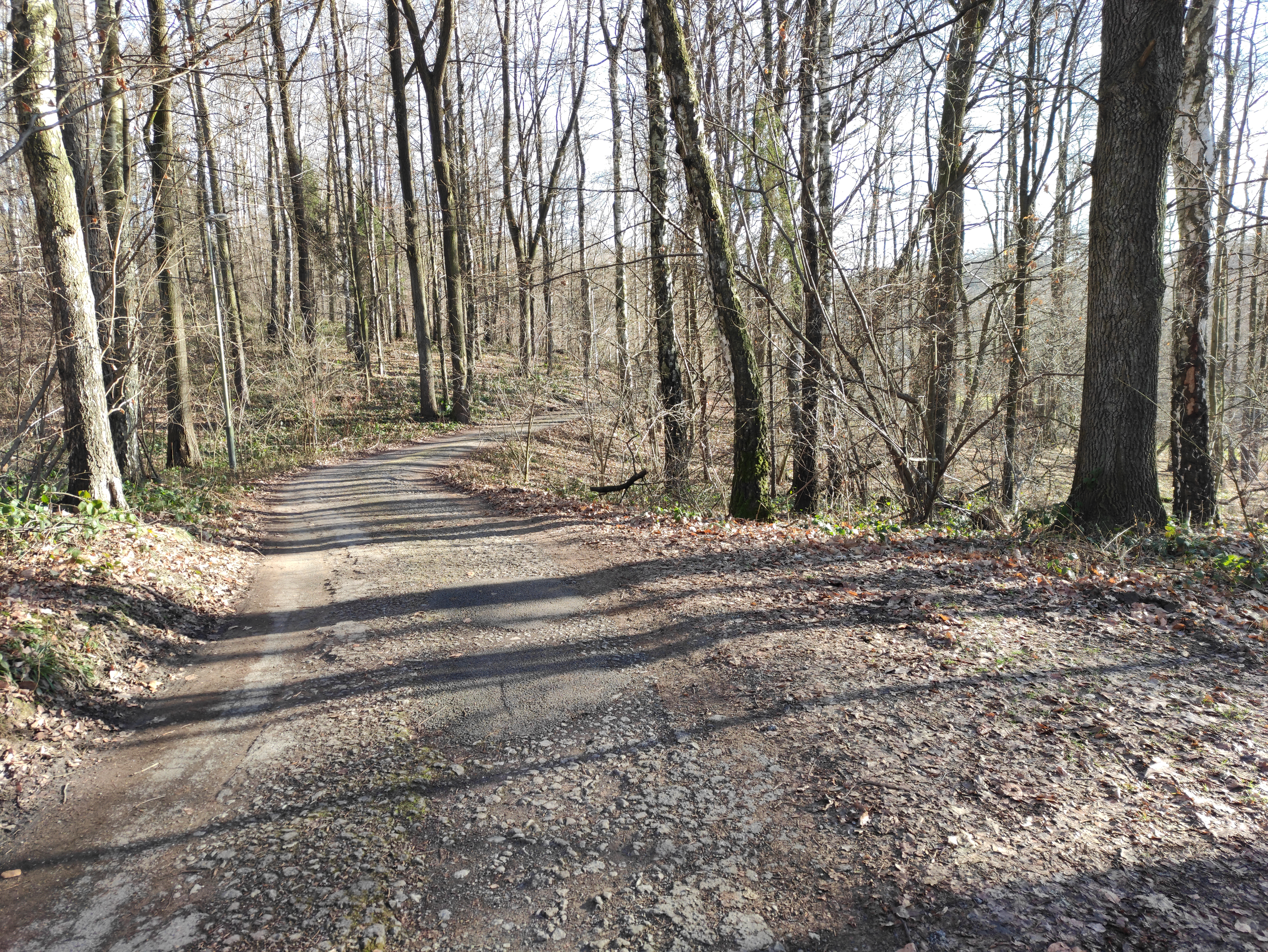
Lesní cesta
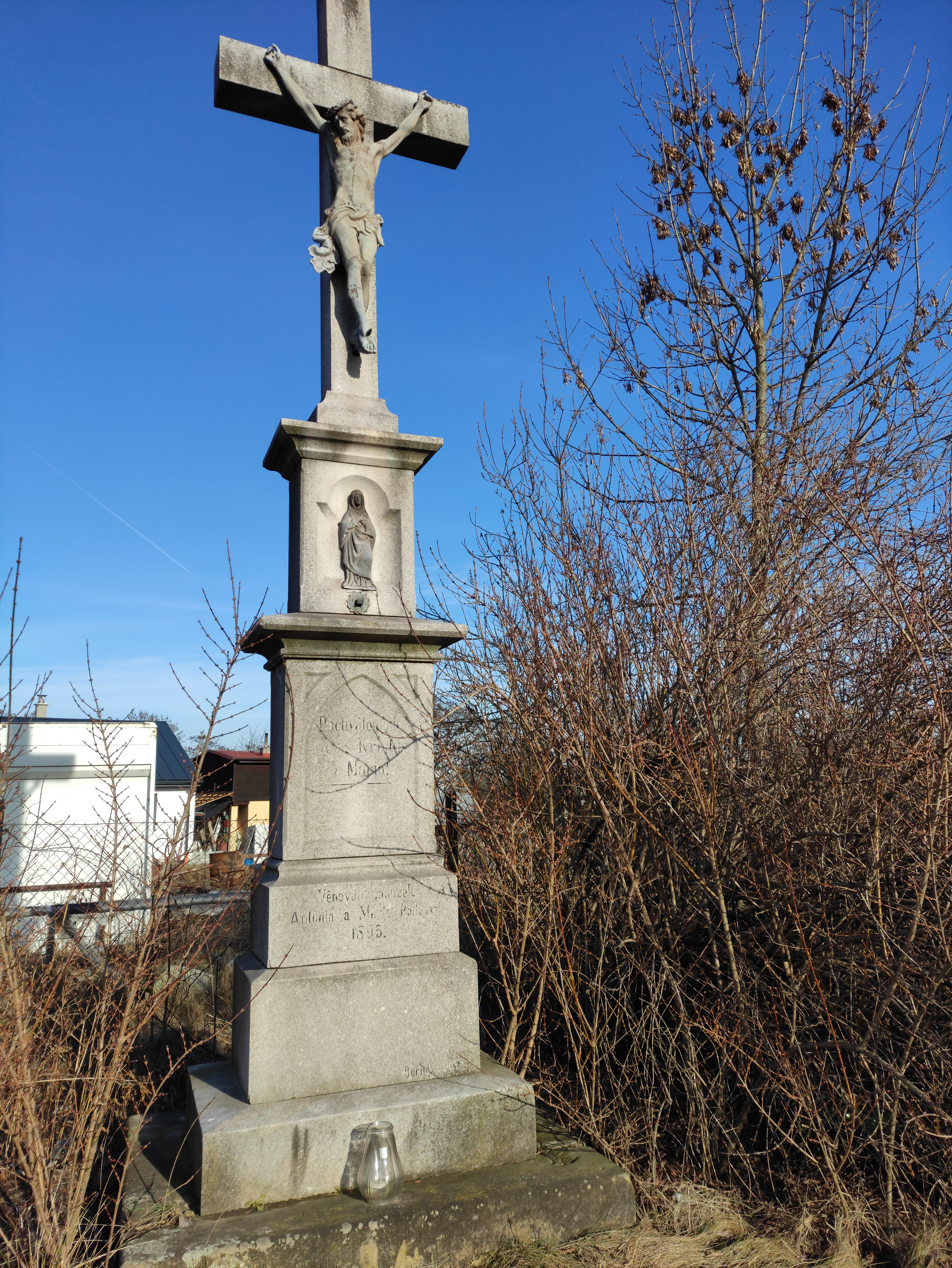
Kříž u cesty
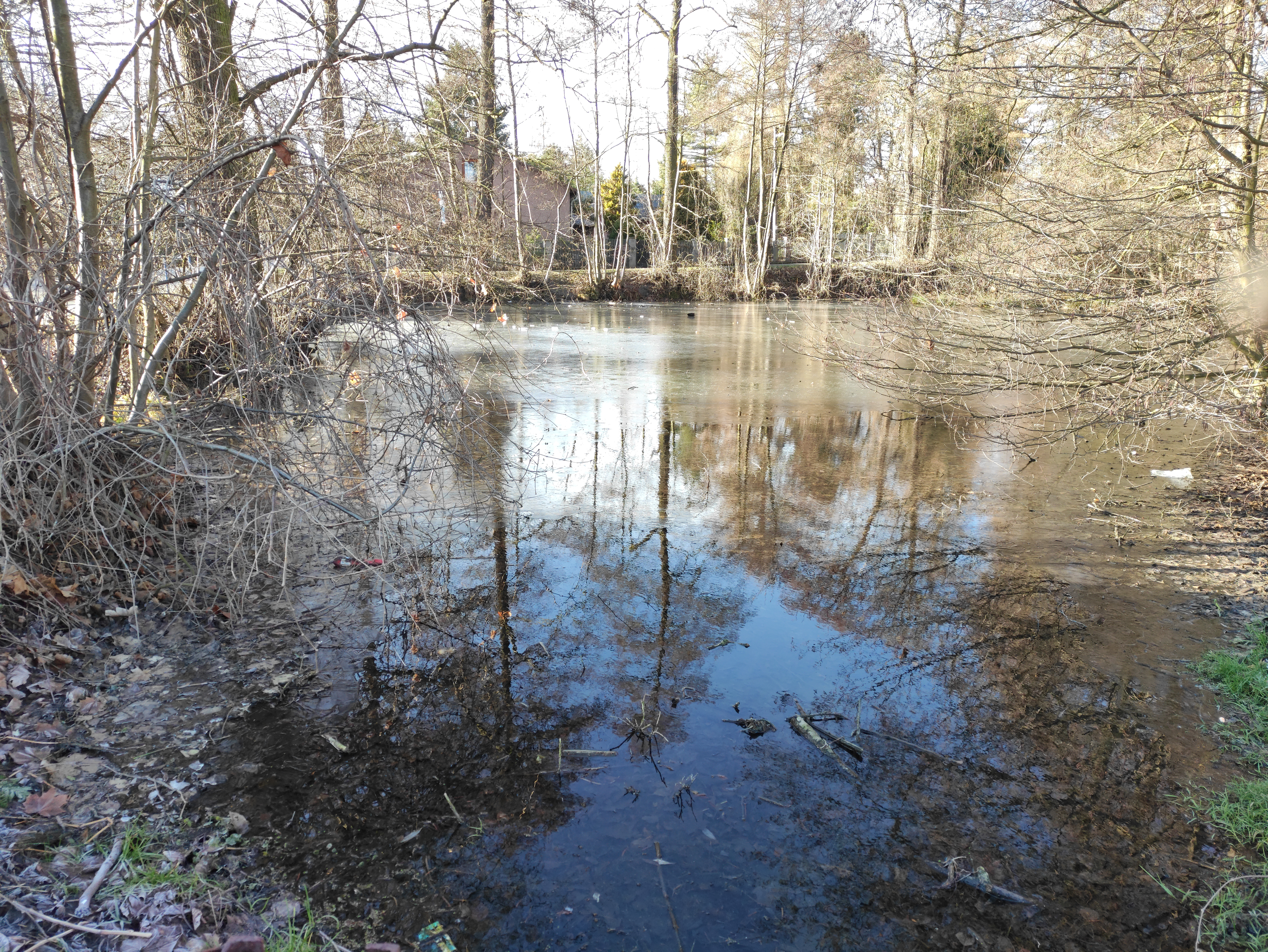
Jezírko v Heřmanicích
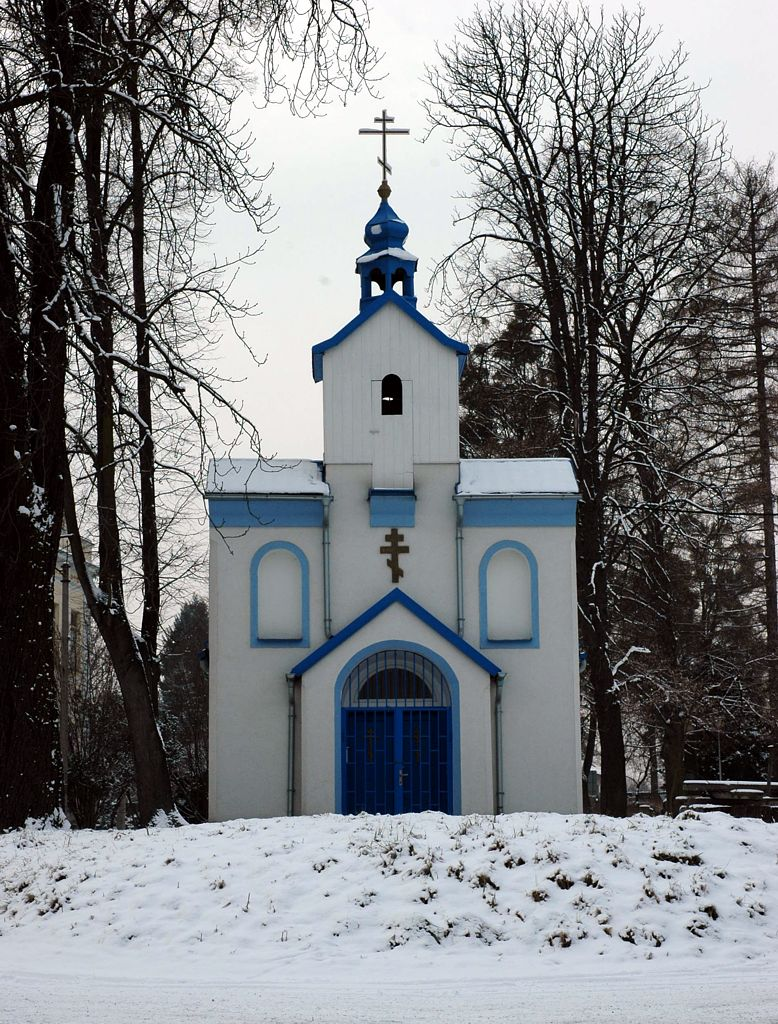
Chrám Narození přesvaté Bohorodice